# Louis Aragon
Louis Aragon fr.: lwi aʀa'gɔ̃ (ur. 3 października 1897  w Paryżu , zm. 24 grudnia 1982  tamże) – francuski powieściopisarz i poeta, długoletni zwolennik polityki partii komunistycznej, członek Académie Goncourt, przedstawiciel francuskiego surrealizmu .
Początkowo studiował medycynę . W latach 1915–1918 brał udział w działaniach wojennych . W tym czasie na kursie dla felczerów poznał André Bretona. Po przejściu w 1918 do rezerwy razem z nim oraz z Paulem Éluardem i Philippe Soupaultem rozpoczął działalność literacką zakładając czasopismo "Litteraturé" (1919). W latach 1919–1924 zwolennik dadaizmu; w 1924 roku wraz z André Bretonem i Philippe Soupaultem twórca kierunku surrealizmu. Współzałożyciel surrealistycznego pisma La Révolution Surréaliste (1924). W Wieśniaku paryskim (1926) eksploruje pojęcie przypadku obiektywnego. W 1931 zerwał z tą dziedziną literatury i został przedstawicielem realizmu krytycznego.
W styczniu 1927 wstąpił razem z innymi surrealistami w szeregi Francuskiej Partii Komunistycznej , której członkiem pozostał aż do samej śmierci, pisząc wiele poematów politycznych (wśród nich jeden dedykowany Maurice'owi Thorezowi), chociaż był krytycznie nastawiony do Związku Radzieckiego, zwłaszcza w latach 50. XX wieku. Walczył w hiszpańskiej wojnie domowej, a podczas II wojny światowej był po stronie ruchu oporu . Sygnatariusz apelu sztokholmskiego (1950). W latach 1953–1972 był redaktorem naczelnym tygodnika „Les Lettres françaises”.
Poza powieściami wydał liczne zbiory poezji (m.in. liryki miłosne poświęcone żonie, Elzie Triolet, również pisarce) oraz eseje literackie. Po śmierci żony 16 czerwca 1970 Aragon ujawnił się jako osoba biseksualna i wziął udział w paradzie CSD (Ivry 1996, strona 134). Popularny w latach 60-80 XX wieku francuski piosenkarz Jean Ferrat włączył niektóre wiersze Louisa Aragona do swojego repertuaru, komponując do nich muzykę (album Ferrat chante Aragon).

## Wybrana twórczość
- 1922 Przygody Telemacha (Les Aventures de Télémaque, wyd. pol. 1970);
- 1926 Wieśniak paryski (Le paysan de Paris, wyd. pol. 1971);
- 1934 Dzwony Bazylei (Les cloches de Bâle, wyd. pol. 1947);
- 1936 Piękne dzielnice (Les beaux quartiers, wyd. pol. 1950);
- 1942 Pasażerowie z dyliżansu (Les Voyageurs de l'Impériale, wyd. pol. 1964);
- 1944 Aurelian (Aurélien, wyd. pol. 1964);
- 1945 Niewola i wielkość Francji (Servitude et Grandeur des Français. Scènes des années terribles, wyd. pol. 1946);
- 1958 Wielki Tydzień (La Semaine Sainte, wyd. pol. 1960);
- 1959 Elza: poemat (Elsa, wyd. pol. 1963);
- 1965 Wyrok śmierci (La Mise à mort, wyd. pol. 1969).